# Grand Prix automobile de Monaco 1956
GP précédent GP suivant
Le Grand Prix automobile de Monaco 1956 (XIVe Grand Prix de Monaco), disputé sur le circuit de Monaco le 13 mai 1956, est la cinquantième épreuve du championnat du monde de Formule 1 courue depuis 1950 et la deuxième manche du championnat 1956.

## Contexte avant le Grand Prix

### Le championnat du monde

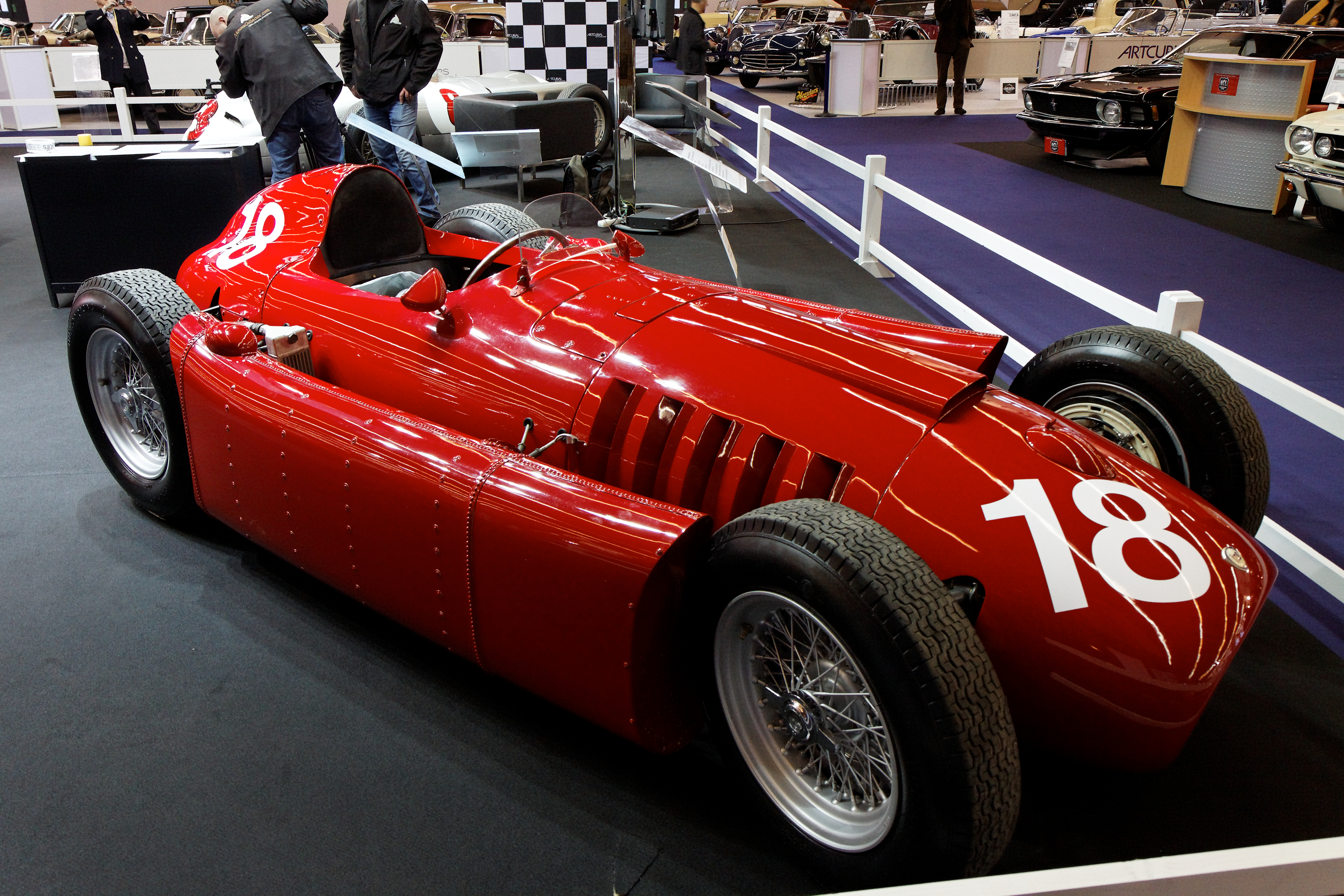
L'une des six Lancia D50 construites. Ces voitures ont été cédées à la Scuderia Ferrari le 26 juillet 1955.

La saison 1956 est la troisième courue selon la Formule 1 2,5 litres (moteur 2 500 cm3 atmosphérique ou 750 cm3 suralimenté, carburant libre). L'épreuve des 500 Miles d'Indianapolis fait toutefois exception à la règle, la manche américaine du championnat étant disputée sur des monoplaces conformes à l'ancienne formule internationale.
En 1954 et 1955, les équipes italiennes (Ferrari, Maserati et Lancia) avaient subi la domination de Mercedes-Benz, Juan Manuel Fangio remportant deux titres mondiaux successifs au volant des 'flèches d'argent'. La retraite sportive du constructeur allemand permet à Ferrari et Maserati de revenir au devant de la scène, alors que Lancia, en grande difficulté financière, a dû renoncer à la compétition et a cédé tout son matériel de course à la Scuderia Ferrari, qui s'est également assuré les services de Fangio, à nouveau favori pour le titre, et vainqueur du premier Grand Prix de la saison, en Argentine. Son principal adversaire s'avère être son ancien coéquipier Stirling Moss, passé chez Maserati.
Les constructeurs britanniques BRM et Vanwall ont développé des monoplaces au potentiel intéressant, mais manquant encore de mise au point pour espérer inquiéter les favoris. Après avoir fait l'impasse sur l'épreuve sud-américaine, Monaco constitue leur premier test de la saison au niveau mondial. Du côté français, Amédée Gordini a développé une monoplace à moteur huit cylindres, mais manque cruellement de moyens pour la développer, tandis que Bugatti a pour objectif un retour en compétition à l'occasion du Grand Prix de France en juillet avec une monoplace à moteur central arrière.

### Le circuit
Ce circuit urbain est le plus lent du championnat du monde, avec une moyenne au tour de l'ordre de 110 km/h pour les meilleures monoplaces de formule 1. Le tracé empruntant les rues de la ville est resté pratiquement inchangé depuis la création du Grand Prix en 1929, sous la houlette d'Antony Noghès. La chicane à la sortie du tunnel a été toutefois modifiée pour 1956, ralentissant beaucoup plus les voitures qu'auparavant. La piste étroite, bordée de trottoirs ou de murs, demande une extrême concentration aux pilotes, le moindre écart de trajectoire étant immédiatement sanctionné, et le nombre d'abandons en course y est particulièrement élevé.

## Monoplaces en lice
- Ferrari Lancia D50 "Usine"

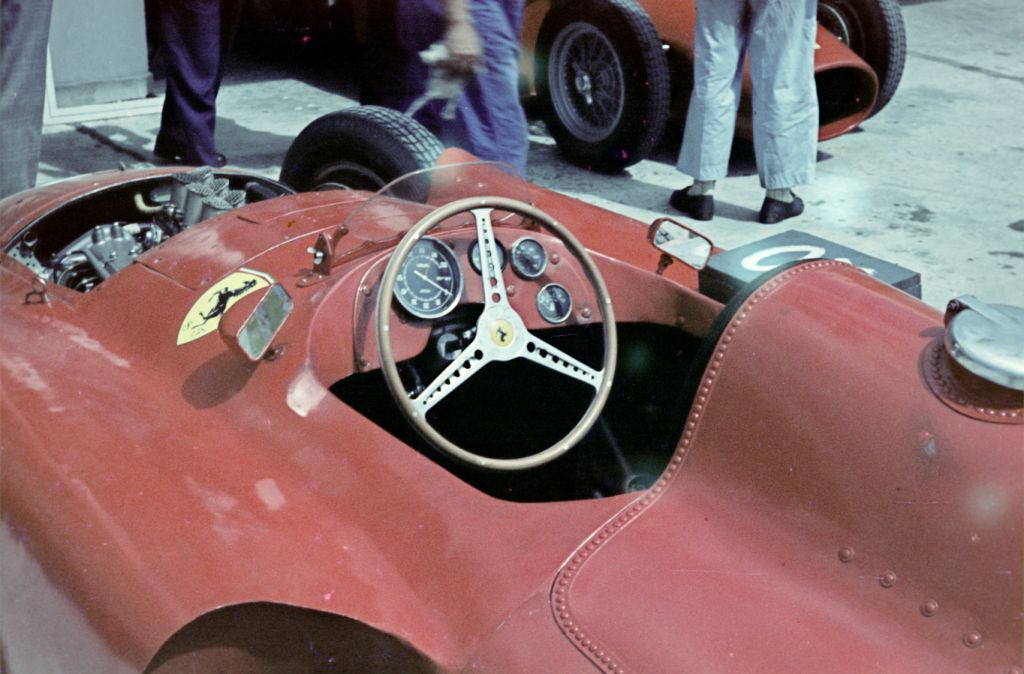
Une version 'Syracuse' de la Ferrari D50 : les coffrages latéraux sont intégrés à la carrosserie.

Les 555 Supersqualo de la saison précédente ont été définitivement abandonnées par la Scuderia Ferrari, qui utilise désormais exclusivement les D50 données par la Scuderia Lancia en juillet 1955. Sur les cinq voitures présentes à Monaco, deux sont restées dans leur configuration d'origine, avec réservoirs principaux latéraux ; les trois autres, du type 'Syracuse', ont leur réservoir principal dans la pointe arrière, les coffrages latéraux (intégrés au fuselage) ne comportant plus que des petits réservoirs d'appoint et les sorties d'échappement. Les D50 disposent d'un moteur V8 de 270 chevaux ; Juan Manuel Fangio, Luigi Musso et Peter Collins disposent des versions 'Syracuse' (640 kg), Eugenio Castellotti disposant d'un des deux modèles non modifiés (620 kg), l'autre servant de voiture de réserve.
- Maserati 250F "Usine"

L'usine a amené quatre 250F (620 kg, moteur six cylindres en ligne développant près de 270 chevaux à 7600 tr/min) ; trois sont confiées à Stirling Moss, Jean Behra et Cesare Perdisa, la quatrième servant de mulet. Aux voitures officielles viennent s'ajouter les 250F privées de Louis Rosier et d'Horace Gould, ainsi que celle de la Scuderia Centro Sud louée pour l'occasion au pilote local Louis Chiron.
- Gordini T32 "Usine"

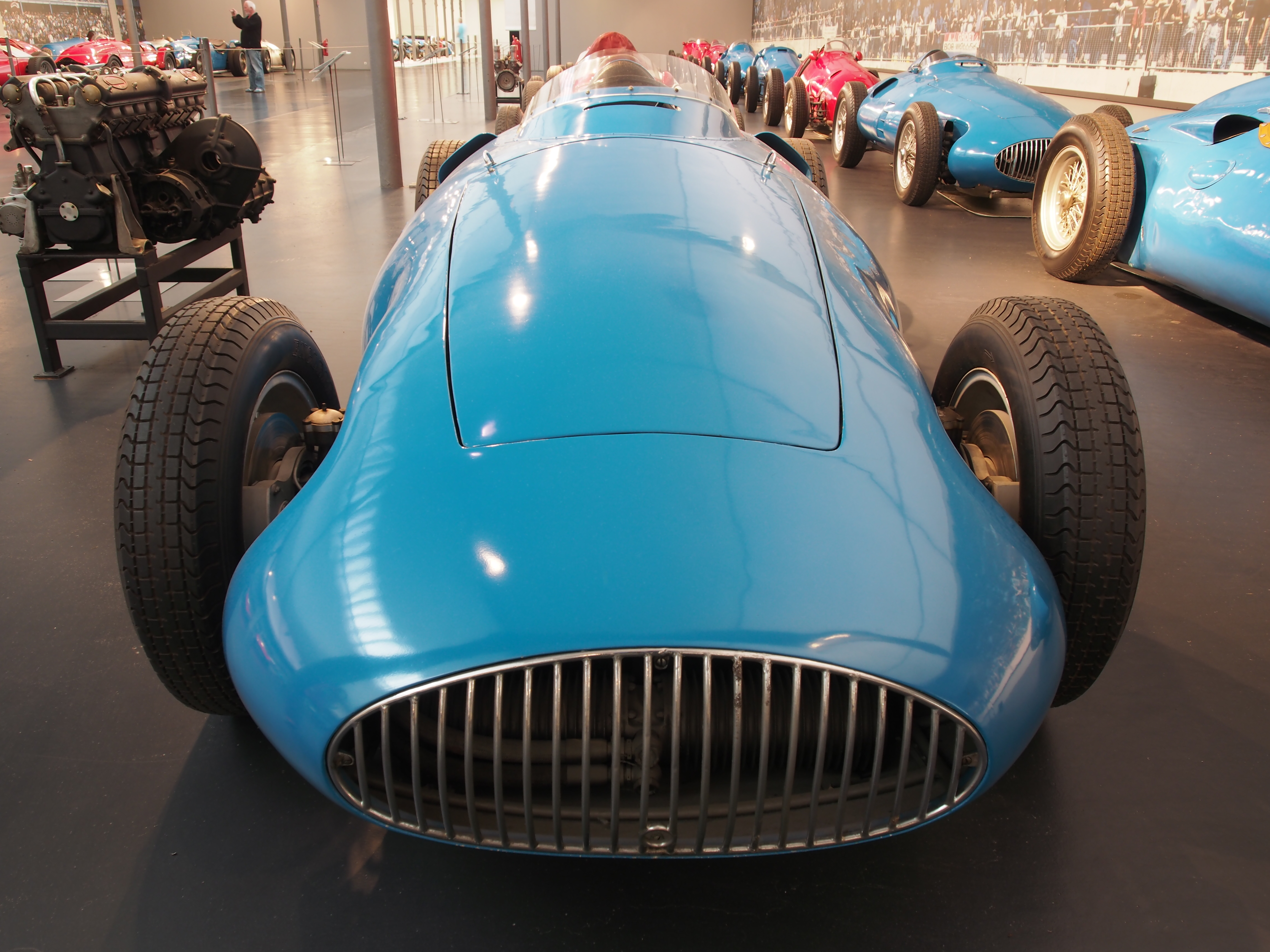
La Gordini Type 32

Amédée Gordini a amené ses deux nouvelles 'huit cylindres' T32, dont la mise au point est encore à parfaire. La première construite (confiée à André Pilette) affiche plus de 810 kg sur la balance, un sérieux handicap sur ce circuit sinueux, d'autant que le moteur développe seulement 245 chevaux (25 de moins que ceux des Ferrari et Maserati). La seconde, attribuée à Élie Bayol, bénéficie de suspensions et d'éléments de carrosserie sérieusement allégés et pèse 110 kg de moins, un progrès appréciable mais toutefois nettement insuffisant pour espérer contrer les rapides monoplaces italiennes.
- Gordini T16 "Usine"

Deux anciennes T16 à moteur six cylindres ont également été engagées par l'équipe françaises, pour Robert Manzon et Hermano da Silva Ramos. Elles sont nettement moins puissantes que les T32 (seulement 210 chevaux), mais leurs 600 kg à vide et leur agilité sur les circuits sinueux leur permet de briguer un classement honorable.
- Vanwall VW56 "Usine"

Le constructeur britannique a engagé deux nouvelles voitures, la réalisation du châssis étant l'œuvre de Colin Chapman, la carrosserie étant due à l'aérodynamicien Frank Costin. De conception très moderne, elles pèsent 610 kg à vide. Leur moteur à quatre cylindres en ligne développe 280 chevaux. Elles sont confiées à Harry Schell et Maurice Trintignant.
- BRM P25 "Usine"

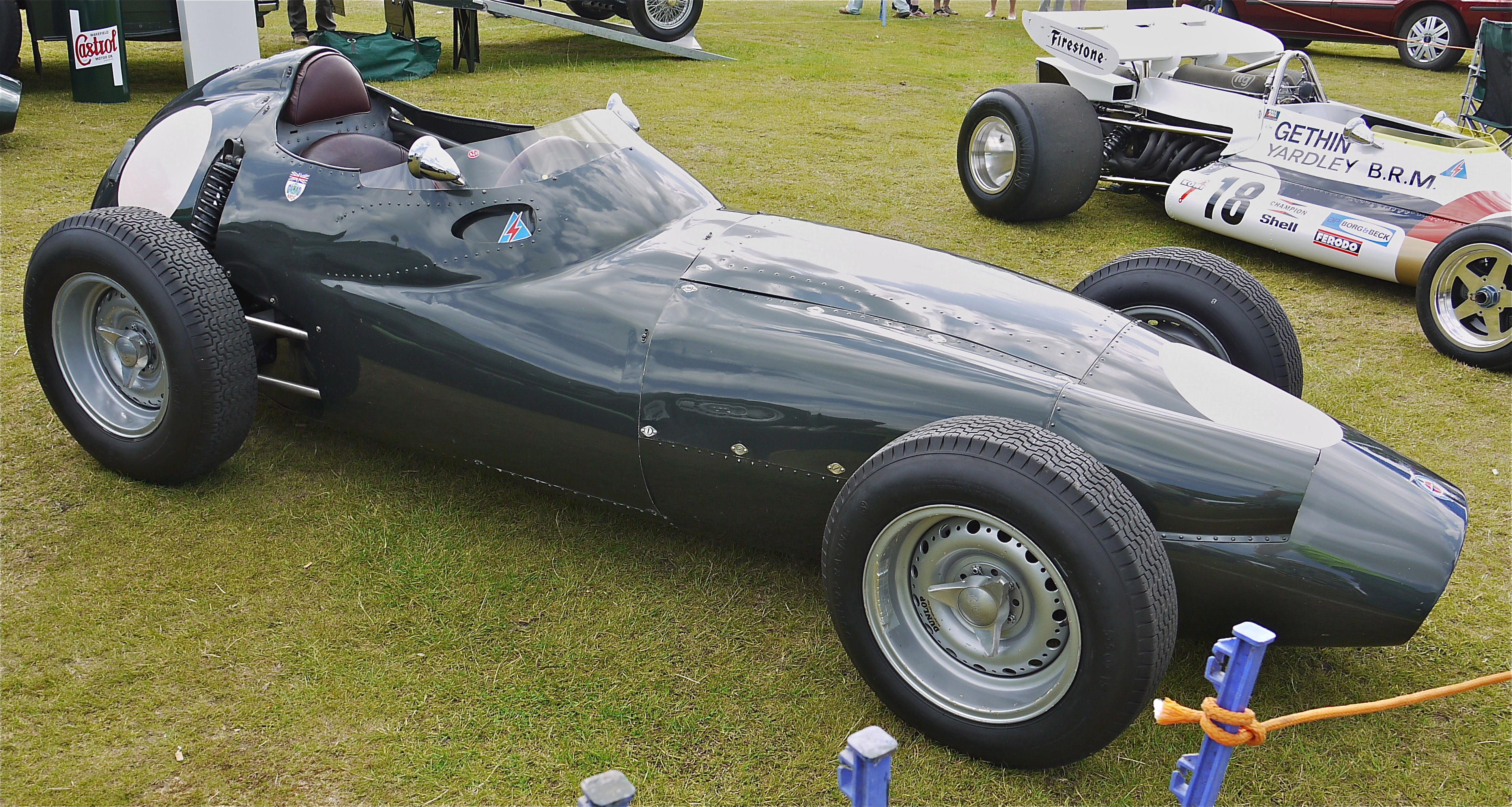
Une BRM P25 lors d'une manifestation historique.

L'équipe de Bourne a engagé deux petites P25, à moteur quatre cylindres (250 à 260 chevaux), qui se singularisent par un frein arrière agissant directement sur l'arbre de transmission. Pesant environ 550 kg, les P25 sont les plus légères des monoplaces engagées. Premier pilote de l'équipe, Mike Hawthorn est secondé par Tony Brooks.

## Coureurs inscrits
| no     | Pilote                 | Écurie                    | Constructeur | Modèle                                           | N° châssis | Moteur      | Pneumatiques |
| ------ | ---------------------- | ------------------------- | ------------ | ------------------------------------------------ | ---------- | ----------- | ------------ |
| 2      | Robert Manzon          | Équipe Gordini            | Gordini      | Gordini T16                                      | 32         | Gordini L6  | E            |
| 4      | Élie Bayol             | Équipe Gordini            | Gordini      | Gordini T32                                      | 42         | Gordini L8  | E            |
| 6      | Hermano da Silva Ramos | Équipe Gordini            | Gordini      | Gordini T16                                      | 35         | Gordini L6  | E            |
| -      | André Pilette          | Équipe Gordini            | Gordini      | Gordini T32                                      | 41         | Gordini L8  | E            |
| 8      | Louis Rosier           | Écurie Rosier             | Maserati     | Maserati 250F                                    | 2506       | Maserati L6 | P            |
| 10     | Mike Hawthorn          | Owen Racing Organisation  | BRM          | BRM P25                                          | 253        | BRM L4      | D            |
| 12     | Tony Brooks            | Owen Racing Organisation  | BRM          | BRM P25                                          | 252        | BRM L4      | D            |
| 14     | Maurice Trintignant    | Vandervell Products       | Vanwall      | Vanwall VW56                                     | 02/56      | Vanwall L4  | P            |
| 16     | Harry Schell           | Vandervell Products       | Vanwall      | Vanwall VW56                                     | 01/56      | Vanwall L4  | P            |
| 18     | Horace Gould           | Gould's Garage            | Maserati     | Maserati 250F                                    | 2514       | Maserati L6 | P            |
| 20 T   | Juan Manuel Fangio     | Scuderia Ferrari          | Ferrari      | Ferrari Lancia D50 'Syracuse' Ferrari Lancia D50 | 0002 0004  | Ferrari V8  | E            |
| 22     | Eugenio Castellotti    | Scuderia Ferrari          | Ferrari      | Ferrari Lancia D50                               | 0001       | Ferrari V8  | E            |
| 24     | Luigi Musso            | Scuderia Ferrari          | Ferrari      | Ferrari Lancia D50 'Syracuse'                    | 0003       | Ferrari V8  | E            |
| 26     | Peter Collins          | Scuderia Ferrari          | Ferrari      | Ferrari Lancia D50 'Syracuse'                    | 0007       | Ferrari V8  | E            |
| 28 T   | Stirling Moss          | Officine Alfieri Maserati | Maserati     | Maserati 250F                                    | 2522 2523  | Maserati L6 | P            |
| 30     | Jean Behra             | Officine Alfieri Maserati | Maserati     | Maserati 250F                                    | 2521       | Maserati L6 | P            |
| 32     | Cesare Perdisa         | Officine Alfieri Maserati | Maserati     | Maserati 250F                                    | 2501       | Maserati L6 | P            |
| 34 34T | Louis Chiron           | Scuderia Centro Sud       | Maserati     | Maserati 250F                                    | 2511 2523  | Maserati L6 | P            |
| 36     | Giorgio Scarlatti      | Scuderia Centro Sud       | Ferrari      | Ferrari 500                                      |            | Ferrari L4  | P            |

- La lettre T identifie le mulet (T car). Un même châssis peut être utilisé indifféremment par les pilotes d'une écurie.
- La quatrième Gordini (type 32, châssis 41), initialement attribuée à André Pilette, a été jugée insuffisamment compétitive et n'a pas été engagée pour la course. Pilette est finalement inscrit pour la course en tant que coéquipier de Bayol sur le châssis 42[5].
- Ayant cassé le moteur de sa Maserati (châssis 2511) lors de ses premiers essais, Louis Chiron a ensuite emprunté la voiture de réserve de l'équipe officielle Maserati (châssis 2523[7]).

## Qualifications
Les séances de qualification ont lieu le jeudi après-midi (à partir de 16 heures), le vendredi et le samedi matin (à partir de 6 heures). Dès les premiers tours de roue, Juan Manuel Fangio et sa Ferrari dominent les débats, le champion du monde tournant le jeudi en 1 min 44 s 2, s'octroyant la prime de cent livres sterling attribuée au pilote le plus rapide de la journée inaugurale. Il se montre également le plus rapide le lendemain, ainsi que le samedi où il réalise 1 min 44 s 0 en toute fin de session, s'assurant la pole position. Il devance son meilleur coéquipier, Eugenio Castellotti, de près d'une seconde. Ce dernier est précédé par Stirling Moss, qui sur sa Maserati s'est approché à six dixièmes du temps de Fangio, performance lui valant une place au centre de la première ligne de la grille de départ. Son coéquipier Jean Behra, un peu moins rapide, a réalisé le quatrième temps et partira en seconde ligne au côté de la Vanwall d'Harry Schell. Ayant tourné aussi vite que Schell, Maurice Trintignant confirme les qualités des Vanwall, qui devancent la troisième Maserati et les deux autres Ferrari officielles.
Les nouvelles BRM ont par contre énormément déçu. Malgré tout son talent, Mike Hawthorn n'a pu faire mieux que le dixième temps, à plus de cinq secondes de Fangio, ses essais étant perturbés à plusieurs reprises par des bris de soupape, problème affectant également la voiture de Tony Brooks. Ces casses mécaniques à répétition amèneront l'équipe britannique à déclarer forfait ! Chez Gordini, les anciennes T16 se montrent plus à l'aise que les nouvelles huit cylindres. La voiture d'André Pilette (la première version de la T32, pesant plus de 800 kg), également essayée par Robert Manzon, est même rapidement laissée de côté, car beaucoup trop lente. Pilette sera finalement aligné comme pilote suppléant sur la T32 d'Élie Bayol.
Du côté des pilotes privés, Louis Rosier et Horace Gould, tous deux sur Maserati, se sont qualifiés en fond de grille. Quant aux pilotes de la Scuderia Centro Sud, aucun n'a pu établir un temps de référence : Giorgio Scarlatti a cassé la boîte de vitesses de sa Ferrari et Louis Chiron a rapidement cassé le moteur de sa Maserati, puis celui de la voiture de réserve prêtée par l'équipe officielle, très probablement à la suite des nombreux surrégimes infligés à la mécanique par le pilote monégasque.

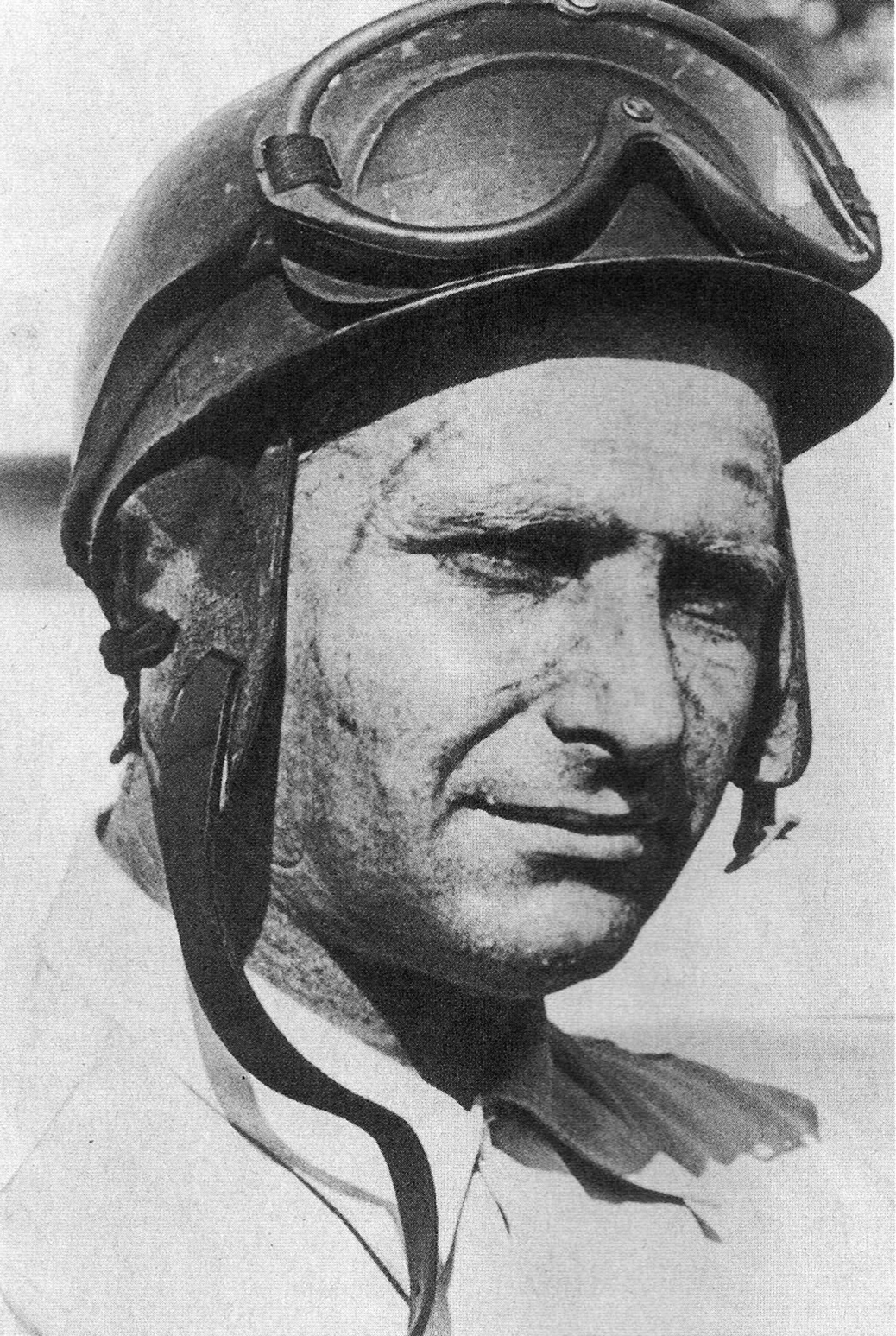
Juan Manuel Fangio a une nouvelle fois dominé ses adversaires lors des trois journées d'essais.

| Pos. | no | Pilote                 | Écurie   | Temps        | Écart    |
| ---- | -- | ---------------------- | -------- | ------------ | -------- |
| 1    | 20 | Juan Manuel Fangio     | Ferrari  | 1 min 44 s 0 | -        |
| 2    | 28 | Stirling Moss          | Maserati | 1 min 44 s 6 | + 0 s 6  |
| 3    | 22 | Eugenio Castellotti    | Ferrari  | 1 min 44 s 9 | + 0 s 9  |
| 4    | 30 | Jean Behra             | Maserati | 1 min 45 s 3 | + 1 s 3  |
| 5    | 16 | Harry Schell           | Vanwall  | 1 min 45 s 6 | + 1 s 6  |
| 6    | 14 | Maurice Trintignant    | Vanwall  | 1 min 45 s 6 | + 1 s 6  |
| 7    | 32 | Cesare Perdisa         | Maserati | 1 min 46 s 0 | + 2 s 0  |
| 8    | 24 | Luigi Musso            | Ferrari  | 1 min 46 s 8 | + 2 s 8  |
| 9    | 26 | Peter Collins          | Ferrari  | 1 min 47 s 0 | + 3 s 0  |
| 10   | 10 | Mike Hawthorn          | BRM      | 1 min 49 s 3 | + 5 s 3  |
| 11   | 6  | Hermano da Silva Ramos | Gordini  | 1 min 50 s 0 | + 6 s 0  |
| 12   | 2  | Robert Manzon          | Gordini  | 1 min 50 s 3 | + 6 s 3  |
| 13   | 12 | Tony Brooks            | BRM      | 1 min 50 s 4 | + 6 s 4  |
| 14   | 4  | Élie Bayol             | Gordini  | 1 min 50 s 6 | + 6 s 6  |
| 15   | 8  | Louis Rosier           | Maserati | 1 min 51 s 6 | + 7 s 6  |
| 16   | 18 | Horace Gould           | Maserati | 1 min 51 s 7 | + 7 s 7  |
| 17   | -  | André Pilette          | Gordini  | 1 min 55 s 3 | + 11 s 3 |
| 18   | 36 | Giorgio Scarlatti      | Ferrari  | 2 min 09 s 1 | + 25 s 1 |
| 19   | 34 | Louis Chiron           | Maserati | pas de temps | -        |

## Grille de départ du Grand Prix
| 1re ligne | Pos. 3                           |                                  | Pos. 2                        |                              | Pos. 1                           |
|           | Castellotti Ferrari 1 min 44 s 9 |                                  | Moss Maserati 1 min 44 s 6    |                              | Fangio Ferrari 1 min 44 s 0      |
| 2e ligne  |                                  | Pos. 5                           |                               | Pos. 4                       |                                  |
|           |                                  | Schell Vanwall 1 min 45 s 6      |                               | Behra Maserati 1 min 45 s 3  |                                  |
| 3e ligne  | Pos. 8                           |                                  | Pos. 7                        |                              | Pos. 6                           |
|           | Musso Ferrari 1 min 46 s 8       |                                  | Perdisa Maserati 1 min 46 s 0 |                              | Trintignant Vanwall 1 min 45 s 6 |
| 4e ligne  |                                  | Pos. 10                          |                               | Pos. 9                       |                                  |
|           |                                  | Silva Ramos Gordini 1 min 50 s 0 |                               | Collins Ferrari 1 min 47 s 0 |                                  |
| 5e ligne  | Pos. 13                          |                                  | Pos. 12                       |                              | Pos. 11                          |
|           | Rosier Maserati 1 min 51 s 6     |                                  | Bayol Gordini 1 min 50 s 6    |                              | Manzon Gordini 1 min 50 s 3      |
| 6e ligne  |                                  |                                  |                               | Pos. 14                      |                                  |
|           |                                  |                                  |                               | Gould Maserati 1 min 51 s 7  |                                  |

- Note : à la suite du forfait des deux BRM de Mike Hawthorn (dixième aux essais) et de Tony Brooks (treizième), la grille de départ est réduite à quatorze voitures, et les positions de départ modifiées en conséquence, afin de ne pas laisser de trou[4].

## Déroulement de la course
Il fait 30° à l'ombre et le temps est splendide au moment du départ, le dimanche, à 14 h 45. Juste avant le baisser du drapeau, Juan Manuel Fangio, en pole position, cale et c'est in extremis que les mécaniciens de la Ferrari relancent son moteur. Énervé par l'incident, le champion du monde ne prend pas un très bon départ, contrairement à son coéquipier Eugenio Castellotti qui est le premier à bondir. C'est néanmoins Stirling Moss (Maserati) qui vire en tête à l'épingle du gazomètre, juste devant les Ferrari de Castellotti et Fangio et la Vanwall d'Harry Schell. Moss se détache immédiatement et achève le premier tour avec déjà cinq secondes d'avance sur Fangio, qui a rapidement passé Castellotti. Viennent ensuite Jean Behra (Maserati) et Schell, roues dans roues. Maurice Trintignant est sixième, mais va vite concéder du terrain, le moteur de sa Vanwall chauffant exagérément à cause d'une calandre endommagée à la suite d'un léger accrochage au départ. Fangio s'est lancé à la poursuite de Moss, mais au début du troisième tour, dans le virage de Sainte-Dévote, il est surpris par une trace d'huile, se met en travers et heurte la barrière de sécurité, endommageant sérieusement son train arrière ; Castellotti et Behra parviennent à éviter la voiture en perdition, mais derrière Schell et Musso (Ferrari), surpris, ne trouvent pas l'ouverture, percutent les bottes de paille et doivent abandonner. Peter Collins est passé sans  encombre et a profité de l'incident pour dépasser son coéquipier Castellotti ainsi que la Maserati de Behra, prenant ainsi la seconde place. Fangio a repris la piste en cinquième position, devant la Maserati de Cesare Perdisa, et malgré le comportement chaotique de sa Ferrari (le choc a déplacé l'essieu arrière), il attaque à fond, jetant sa voiture dans des positions spectaculaires. Castellotti, en difficulté avec son embrayage, cède bientôt sa troisième place à Behra et se fait rapidement remonter par Fangio. Après cinq tours, Moss compte une dizaine de secondes d'avance sur ses principaux adversaires, toujours emmenés par Collins. Les positions des six premiers restent inchangées jusqu'au quinzième tour, au cours duquel Fangio déborde Castellotti, qui abandonne presque aussitôt, embrayage hors d'usage. Poursuivant la chasse, Fangio revient rapidement sur Behra, qu'il dépasse dans le dix-huitième tour, s'emparant de la troisième place.
Au vingtième tour, Moss semble avoir la situation bien en mains : il a alors vingt secondes d'avance sur Collins et vingt-six sur Fangio, qui malgré une voiture à la tenue de route très dégradée, parvient à réduire son retard, dans un style peu académique. Behra est à trente-et-une secondes de Moss, loin devant son coéquipier Perdisa, retardé par de gros problèmes de freinage, qui se voit menacé par Robert Manzon, qui effectue une course de toute beauté sur sa modeste Gordini. Au vingt-huitième tour, Fangio déborde Collins ; il est alors à vingt-quatre secondes de Moss et continue son forcing, malgré des problèmes avec son sélecteur de boîte de vitesses. Peu après, Manzon s'empare de la cinquième place au détriment de Perdisa, toujours en difficulté avec ses freins. Au trente-troisième tour, Fangio loupe un changement de vitesses et percute le mur au virage du bureau de tabac, voilant une roue arrière ; il continue sa course, mais Collins est revenu dans son sillage. Les deux Ferrari roulent de concert quelques tours, mais perdent désormais du terrain sur Moss. À la fin du quarantième tour, Fangio s'arrête au stand, sa voiture étant devenue inconduisible. Après une longue intervention, la Ferrari n°20 peut repartir, en cinquième position, aux mains de Castellotti qui a remplacé Fangio.
Collins occupe à nouveau la seconde position, à environ quarante secondes du leader, et lance alors l'offensive, reprenant une seconde par tour à Moss. A mi-distance, son retard est réduit à trente-et-une secondes, et Behra, troisième, est distancé. Castellotti, sur la voiture de Fangio, est remonté en quatrième position, ayant dépassé la Gordini de Manzon. Fangio a alors récupéré de son éprouvante première partie de course et demande au directeur sportif de l'équipe Ferrari à reprendre le volant de la Ferrari de Collins. Le relais s'effectue au cinquante-quatrième tour, Fangio reprenant la course en troisième position (Behra ayant profité du changement de pilote pour prendre la seconde place), avec près d'une minute de retard sur Moss, qui semble hors de portée. Disposant désormais d'une voiture en parfait état, Fangio se lance alors dans une chasse effrénée. Après quelques tours, Behra est littéralement déposé. Le pilote argentin se montre éblouissant d'audace et reprend, dans un style très spectaculaire, près d'une seconde par tour à Moss. L'avance de ce dernier semble toutefois suffisante pour envisager une confortable victoire. A trente tours de la fin, quarante-sept secondes séparent encore les deux premiers. Behra assure sagement sa troisième place, loin devant Manzon qui a repassé Castellotti. Fangio poursuit néanmoins son effort et au quatre-vingtième tour son retard est réduit à trente-neuf secondes. Ses chances de rattraper Moss semblent alors bien minces, mais quelques rondes plus tard le pilote anglais percute la Maserati de Perdisa au moment de lui prendre à tour. Il perd peu de temps dans l'incident, mais a endommagé son capot avant. À dix tours de l'arrivée, Fangio est encore à trente-et-une secondes. Le champion argentin hausse encore le rythme et le record du tour tombe régulièrement. À cinq tours du but, son retard est de vingt-cinq secondes, Moss contrôle encore mais doit cependant légèrement lever le pied pour éviter une surchauffe moteur. Fangio se déchaîne, les derniers tours sont un véritable festival. Au quatre-vingt-dix-septième passage, l'avance de la Maserati de tête s'est réduite à quatorze secondes, l'issue de la course devient incertaine mais Moss, bien renseigné par son stand, maîtrise la situation et parvient à franchir la ligne en vainqueur, six secondes devant son redoutable adversaire qui s'est permis de battre trois fois de suite le record du tour en toute fin d'épreuve, sur une piste maculée d'huile ! Behra termine troisième, avec plus d'un tour de retard. Longtemps quatrième, Manzon a perdu plus d'un tour après être sorti de la route à la chicane, pour finalement renoncer sur panne de transmission, et c'est finalement Castellotti qui termine quatrième, très attardé, sur la voiture de Fangio.

### Classements intermédiaires
Classements intermédiaires des monoplaces aux premier, troisième, cinquième, dixième, quinzième, vingtième, trentième, quarantième, cinquantième, soixantième, soixante-dixième, quatre-vingtième, quatre-vingt-dixième et quatre-vingt-quinzième tours.

### Classement de la course

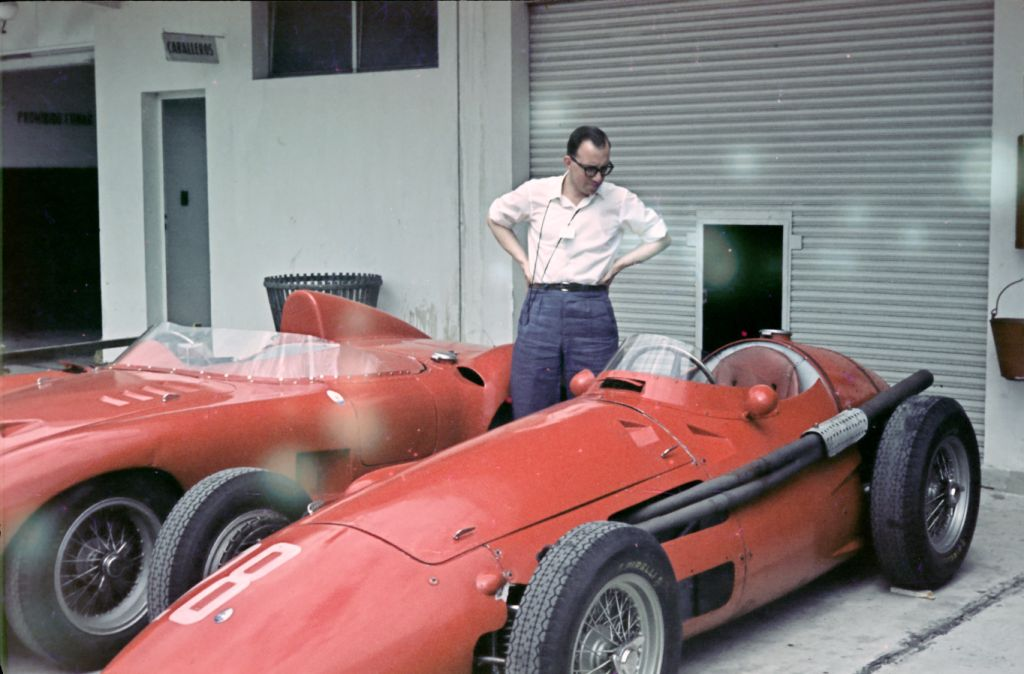
Une Maserati 250F, semblable à celle menée à la victoire par Stirling Moss.

| Pos  | No | Pilote                                 | Écurie   | Tours | Temps/Abandon                  | Grille | Points |
| ---- | -- | -------------------------------------- | -------- | ----- | ------------------------------ | ------ | ------ |
| 1    | 28 | Stirling Moss                          | Maserati | 100   | 3 h 00 min 32 s 9              | 2      | 8      |
| 2    | 26 | Peter Collins Juan Manuel Fangio       | Ferrari  | 100   | 3 h 00 min 32 s 9 (+ 6 s 1)    | 9      | 3 4    |
| 3    | 30 | Jean Behra                             | Maserati | 99    | 3 h 02 min 18 s 7 (+ 1 tour)   | 4      | 4      |
| 4    | 20 | Juan Manuel Fangio Eugenio Castellotti | Ferrari  | 94    | 3 h 01 min 07 s 5 (+ 6 tours)  | 1      | 1,5    |
| 5    | 6  | Hermano da Silva Ramos                 | Gordini  | 93    | 3 h 01 min 06 s 2 (+ 7 tours)  | 10     | 2      |
| 6    | 4  | Élie Bayol André Pilette               | Gordini  | 88    | 3 h 01 min 38 s 1 (+ 12 tours) | 12     |        |
| 7    | 32 | Cesare Perdisa                         | Maserati | 86    | 3 h 01 min 54 s 7 (+ 14 tours) | 7      |        |
| 8    | 18 | Horace Gould                           | Maserati | 85    | 3 h 02 min 38 s 4 (+ 15 tours) | 14     |        |
| Abd. | 2  | Robert Manzon                          | Gordini  | 90    | Transmission                   | 11     |        |
| Abd. | 8  | Louis Rosier                           | Maserati | 72    | Moteur                         | 13     |        |
| Abd. | 20 | Eugenio Castellotti                    | Ferrari  | 14    | Embrayage                      | 3      |        |
| Abd. | 14 | Maurice Trintignant                    | Vanwall  | 13    | Surchauffe moteur              | 6      |        |
| Abd. | 16 | Harry Schell                           | Vanwall  | 2     | Accident                       | 5      |        |
| Abd. | 24 | Luigi Musso                            | Ferrari  | 2     | Accident                       | 8      |        |
| Np.  | 10 | Mike Hawthorn                          | BRM      |       | Forfait (bris de soupape)      |        |        |
| Np.  | 12 | Tony Brooks                            | BRM      |       | Forfait (bris de soupape)      |        |        |
| Nq.  | 36 | Giorgio Scarlatti                      | Ferrari  |       | Non qualifié                   |        |        |
| Np.  | 34 | Louis Chiron                           | Maserati |       | Moteur explosé aux essais      |        |        |

Légende :
- Abd.= Abandon - Np.=Non partant

### Pole position et record du tour
- Pole position :  Juan Manuel Fangio en 1 min 44 s 0 (vitesse moyenne : 108,865 km/h). Temps réalisé le samedi 12 mai[7].
- Meilleur tour en course :  Juan Manuel Fangio en 1 min 44 s 4 (vitesse moyenne : 108,448 km/h) au centième tour.

### Tours en tête
- Stirling Moss : 100 tours (1-100)

## Classement général à l'issue de la course
- attribution des points : 8, 6, 4, 3, 2 respectivement aux cinq premiers de chaque épreuve et 1 point supplémentaire pour le pilote ayant accompli le meilleur tour en course (signalé par un astérisque)
- Le règlement permet aux pilotes de se relayer sur une même voiture, les points éventuellement acquis étant alors partagés. En Argentine, Musso et Fangio marquent chacun quatre points pour leur victoire, Landi et Gerini marquent chacun un point et demi pour leur quatrième place. À Monaco, Collins et Fangio marquent chacun trois points pour leur seconde place, Castellotti un point et demi pour la quatrième place partagée avec Fangio, ce dernier ne pouvant cumuler avec les points de sa seconde place.

| Pos. | Pilote                 | Écurie   | Points | ARG | MON | 500 | BEL | FRA | GBR | ALL | ITA |
| ---- | ---------------------- | -------- | ------ | --- | --- | --- | --- | --- | --- | --- | --- |
| 1    | Jean Behra             | Maserati | 10     | 6   | 4   |     |     |     |     |     |     |
| 2    | Juan Manuel Fangio     | Ferrari  | 9      | 5*  | 4*  |     |     |     |     |     |     |
| 3    | Stirling Moss          | Maserati | 8      | -   | 8   |     |     |     |     |     |     |
| 4    | Luigi Musso            | Ferrari  | 4      | 4   | -   |     |     |     |     |     |     |
|      | Mike Hawthorn          | Maserati | 4      | 4   | -   |     |     |     |     |     |     |
| 6    | Peter Collins          | Ferrari  | 3      | -   | 3   |     |     |     |     |     |     |
| 7    | Olivier Gendebien      | Ferrari  | 2      | 2   | -   |     |     |     |     |     |     |
|      | Hermano da Silva Ramos | Gordini  | 2      | -   | 2   |     |     |     |     |     |     |
| 9    | Chico Landi            | Maserati | 1,5    | 1,5 | -   |     |     |     |     |     |     |
|      | Gerino Gerini          | Maserati | 1,5    | 1,5 | -   |     |     |     |     |     |     |
|      | Eugenio Castellotti    | Ferrari  | 1,5    | -   | 1,5 |     |     |     |     |     |     |

## À noter
- 2e victoire en championnat du monde pour Stirling Moss.
- 4e victoire en championnat du monde pour Maserati en tant que constructeur.
- 4e victoire en championnat du monde pour Maserati en tant que motoriste.
- 1ers points en championnat du monde pour Peter Collins et Hermano da Silva Ramos.
- 1re participation en championnat du monde pour Tony Brooks et Giorgio Scarlatti.
- 7e et dernier Grand Prix de championnat du monde pour Élie Bayol

- Voitures copilotées :
  - no 26 : Peter Collins (54 tours) et Juan Manuel Fangio (46 tours). Ils se partagent les six points de la seconde place.
  - no 20 : Juan Manuel Fangio (40 tours) et Eugenio Castellotti (54 tours). Fangio ayant reçu les points du second, seul Castellotti reçoit un point et demi (la moitié des trois points de la quatrième place).
  - no 4 : Élie Bayol (34 tours) et André Pilette (54 tours).